# 石和町
石和町（いさわちょう）は山梨県東八代郡にあった町。2004年10月12日に石和町を含む周辺6町村と合併して笛吹市になった。

## 地理
県中央部、甲府盆地の北縁に位置する。北東から南西にかけての帯状町域で、北部は北西端が大蔵経寺山山麓にかかる。南部は笛吹側の氾濫原で、町域中央を笛吹川が貫流する。

### 隣接している自治体
- 甲府市
- 東八代郡：一宮町、御坂町、八代町、境川村
- 東山梨郡：春日居町

## 歴史

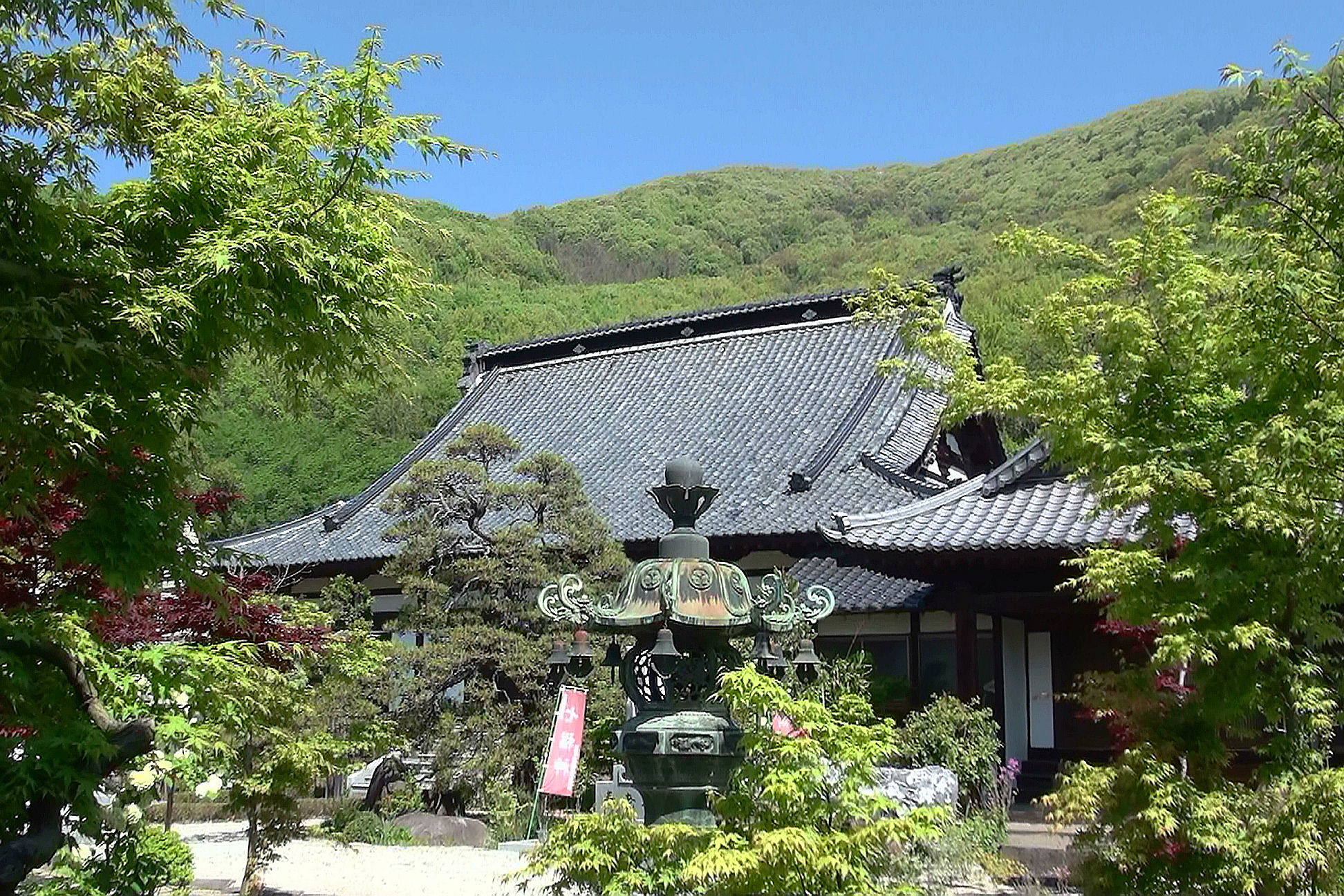
大蔵経寺

### 先史・古代
町域南部の平坦地の大半は笛吹川氾濫原であるため考古遺跡は少なく、わずかに北部の大蔵経寺山山麓地域や南部平坦地の微高地上に分布している。旧石器時代の遺構・遺物は見られないが、縄文時代では小石和に縄文中期の集落遺跡である横田遺跡をはじめ数か所の遺跡でわずかな遺構・遺物が確認されている。弥生時代の遺跡では、わずかに弥生後期の集落遺跡などが確認されている。
古墳時代には盆地南部の曽根丘陵地域において古墳文化が展開し、古墳前期にはヤマト王権の影響を受けた前方後円墳である甲斐銚子塚古墳をはじめ大型古墳が築造され、5世紀代には古墳の築造は盆地各地へ拡大する。6世紀代には盆地北部や北東部において横穴式石室を持つ中小規模の後期古墳や渡来人の墓制であると考えられている積石塚が築造されるが、町域でも大蔵経寺山山麓に古墳後期の集落遺跡や積石塚が分布している。
律令制下においては甲斐国山梨郡に属し、町域は石禾郷・表門郷に比定され、東八代郡一宮町（現・笛吹市）の松原遺跡からは「石禾」銘を持つ墨書土器が出土している。奈良・平安時代の遺跡は大蔵経山山麓や笛吹川右岸地域に30か所程度が確認されている。
下平井に所在する真言宗寺院・安楽寺は創建については不明であるが、甲斐国衙や古代官道である甲斐路（御坂路）に近く、古代の観音菩薩信仰に関する像とされる平安時代（10世紀）の観音菩薩立像が伝来している。

### 中世

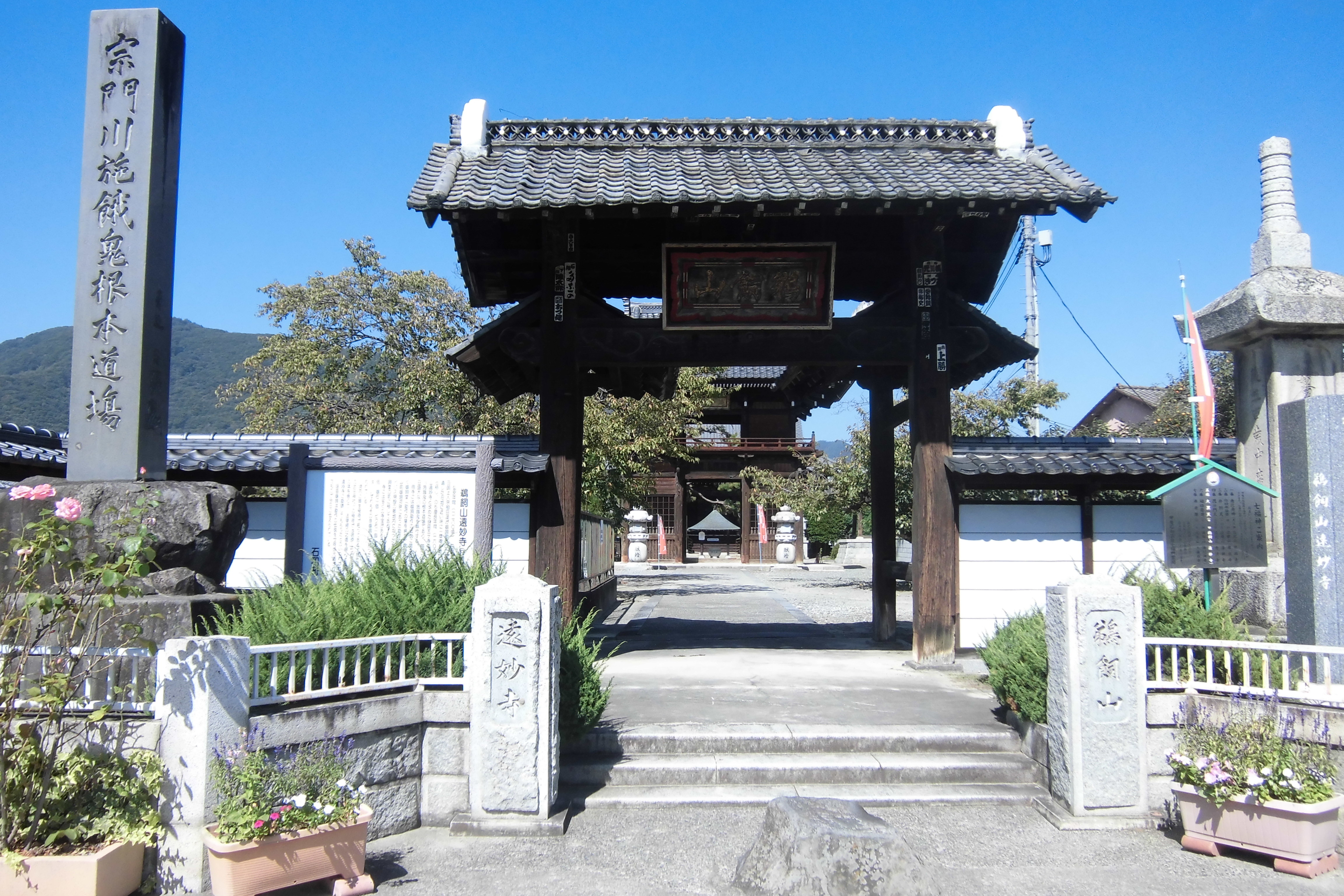
鵜飼山遠妙寺

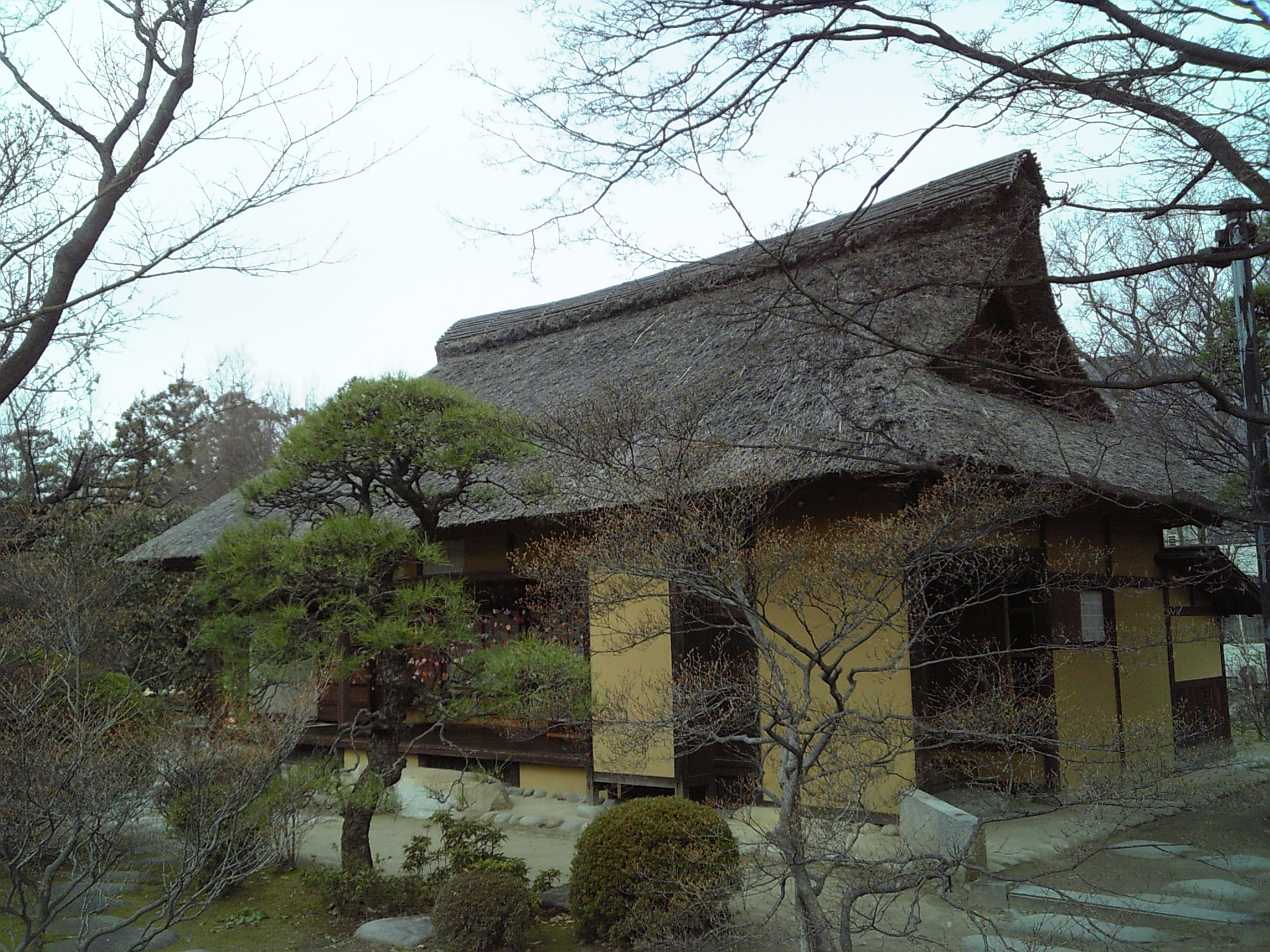
八田家書院

平安時代後期には甲府盆地各地で荘園が立荘され、町域では石和荘・石和御厨が成立する。平安後期には甲斐源氏の勢力が盆地各地へ進出し、源頼朝の信任を得て甲斐国守護となる武田信光は石和御厨を根拠地とし、市部に居館を構えたという。また、平井清隆や河内義長ら甲斐源氏の一族も町域に拠っている。
信光の子孫は石和流武田氏と呼ばれ、鎌倉時代には甲斐守護職は二階堂氏へ移る。中世には石和宿が成立し、政治・経済的中心地として栄えた。時宗勢力も甲斐における布教の中心地としている。また、市部には石和鵜飼に関する伝承が伝わる鵜飼山遠妙寺が所在している。
石和流武田氏は鎌倉末期に政義が甲斐守護として活動し、南北朝時代には南朝側に荷担して敗死している。その後、甲斐国守護は安芸国から入府した信時流武田氏の武田信武が掌握した。以後、甲斐国では守護武田氏と国人勢力との抗争が続く。室町時代には甲斐は守護不在状態となり、武田信満の子である武田信重は室町幕府の支援を得て甲斐へ入国した。信重は小石和を本拠にしており、居館跡とされる笛吹市石和町小石和には成就院がある。
戦国時代には守護武田氏による甲斐統一が進み、信昌・信縄期までは石和に守護所が置かれていた。甲斐統一が達成される信虎には川田館（甲府市川田町）から躑躅ヶ崎館（甲府市古府中町）に居館が移転される。
武田氏が戦国大名として領国拡大を進める晴信（信玄）期には、市部の大百姓の出自とされる春日虎綱（高坂昌信）が譜代家老となり、信越国境の海津城代となった。また、末木氏（八田氏）は武田家の蔵前衆として知られる。

### 近世

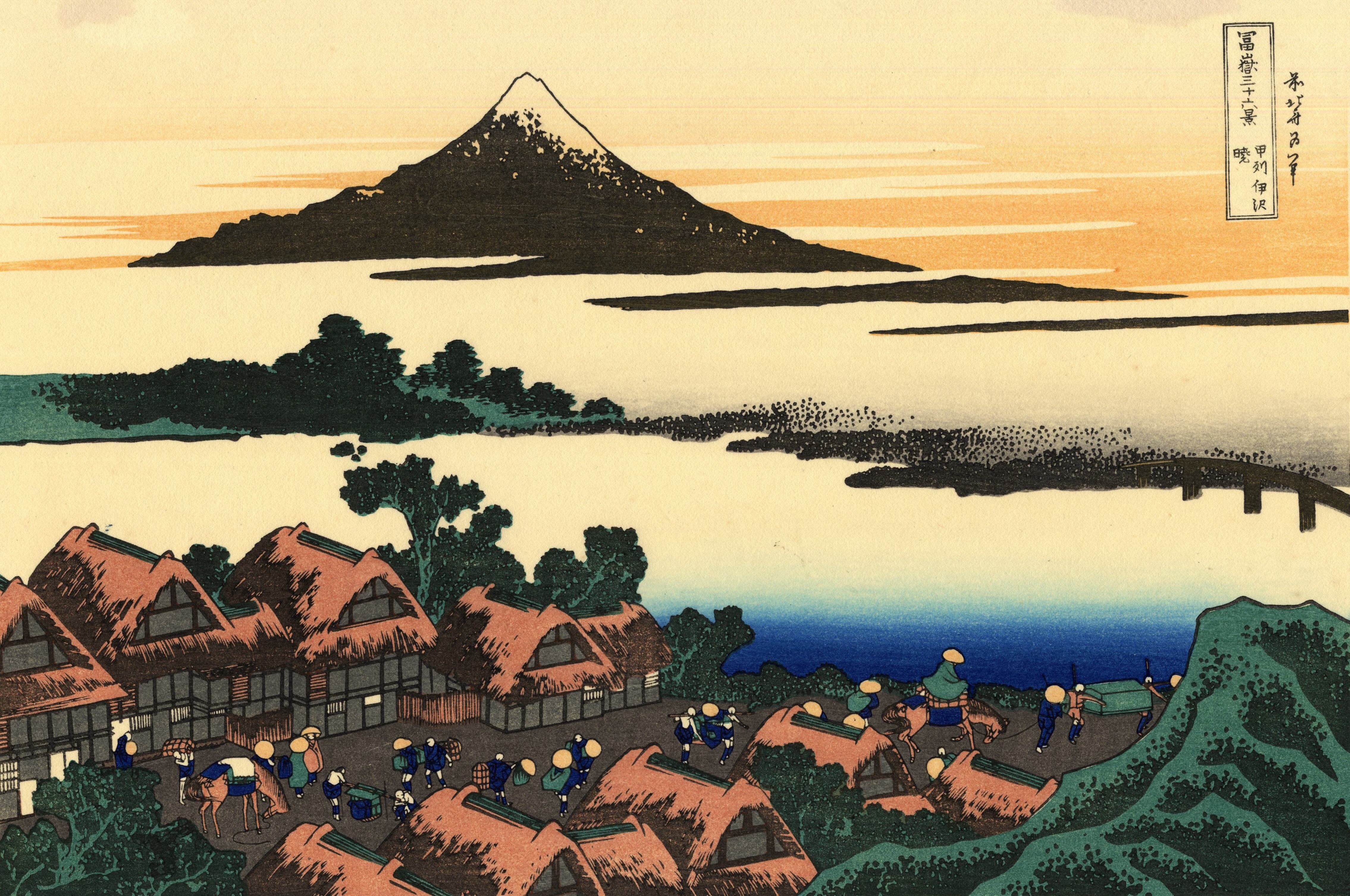
葛飾北斎「富嶽三十六景」甲州伊沢暁

武田氏滅亡後、甲斐国は徳川氏、豊臣系大名、徳川氏の再領と領主が変遷し、町域でも各時代の支配文書が残存している。近世には19か村が存在し、江戸時代には松木・山崎の2か村が甲府徳川家の甲府藩領で、他の17か村は幕府直轄領または笛吹以東の山梨・八代郡域で設定された旗本領に含まれており、町域には石和代官所が設置され、1704年（宝永元年）に柳沢氏が甲府藩主として受封されるまで代官平岡氏による在方支配が行われる。甲府藩は柳沢藩主時代を経て1724年（享保9年）に廃藩となり、甲斐一国は再び幕府直轄領化され甲府勤番による町方支配と三分代官による在方支配が行われ、町域には石和代官所が置かれた。また、国中三郡に設定された御三卿領のうち、町域では2か村が田安家領に含まれている。
近世には甲州街道の宿駅である石和宿を中心に宿場町として発展し、青梅往還や秩父往還など脇往還の分岐する峡東地域における一中心地であった。町域では笛吹川扇状地における米麦栽培や養蚕、木綿・果樹栽培が行われ、近津堤の造成など治水事業が行われ新田開発が促されるものの、笛吹川の水害は江戸時代を通じて続いた。町域の村々では米倉騒動や太枡騒動など江戸中後期の百姓一揆でも参加者を出し、1836年（天保7年）の天保騒動では打ちこわし被害を受けた。幕末には横浜開港に伴い、甲州屋忠右衛門・川手五郎右衛門など後の甲州財閥の前身となる投機商が活躍する。

### 近現代
明治期には養蚕・製糸業が普及し、鵜飼村・岡部村には製糸工場も操業しており、鵜飼村出身の八田達也は養蚕技術の改良に尽力した。
市域を流れる笛吹川は舟運にも利用され、富士川運輸会社の支店も存在した。
1874年（明治7年）には笛吹川に甲運橋が架橋され、甲府・石和間を馬車が往来し、1898年（明治31年）には山梨鉄道馬車が営業する。1903年（明治36年）には中央線が開通し、石和駅（平成5年に改称されて「石和温泉駅」）が開業し、交通・流通の拠点となる。
明治期には製糸業振興による煮繭用の木材需要の増加や山林を巡る入会権の変化により山林が荒廃し、明治初期から明治20年代にかけて水害が多発した。町域出身の県会議員は明治24年に山梨治水協会を結成し、山林荒廃の防止を訴えた。1907年（明治40年）8月24日には笛吹川流域を中心に県下で多大な被害をおよぼした明治40年の大水害が発生。目抜き通りでは濁流が流れるなど、町域は特に被害の大きかった地域として知られる。大水害後には農地への砂入りによる被害が大きく、笛吹川の流路も変化したため、堤防の修築など大水害からの復旧は明治後期から大正期に至るまで町政の課題となった。
大正・昭和初期には県下で小作争議・労働争議が多発し、英村中川争議・富士見村小石和争議・鈴木製糸場争議・国道八号線争議・笛吹川改修工事争議など、多数の争議が発生した。町域では左派の影響が強く、中間左派の東部連盟の事務所が開設されている。大水害による農地への砂入りの影響は根深く、大正・昭和初期には果樹栽培も開始され、昭和恐慌で養蚕が打撃を受けると、満州への集団移民も企図されたが、これは失敗している。
1945年（昭和20年）7月7日の甲府空襲では岡部村・富士見村の一部で被害を受けている。
戦後は養蚕からブドウ・モモを中心とする果樹栽培に移行し、昭和36年に湧いた石和温泉や観光農園など観光業も主軸となっている。

### 沿革
- 1889年（明治22年）7月1日 - 町村制の施行により、玉田村、鵜飼村の区域をもって石和村が発足。
- 1903年（明治36年）8月10日 - 石和村が町制施行して石和町となる。
- 1956年（昭和31年）9月30日 - 英村、岡部村と合併、改めて石和町が発足。
- 1957年（昭和32年）
  - 3月20日 - 大字国衙・成田を御坂町に編入。
  - 9月1日 - 大字国府・徳条・鎮目を東山梨郡春日居村に編入。
- 1959年（昭和34年）4月1日 - 富士見村を編入。
- 2004年（平成16年）10月12日 - 御坂町・一宮町・八代町・境川村・東山梨郡春日居町と合併して笛吹市が発足。同日石和町廃止。

## 行政
- 町長
  - 天野建（1979年 - 1990年）
  - 石原昭夫（1991年 - 2002年）
  - 荻野正直（2002年 - 2004年）

## 経済

### 産業
- 主な産業
- 産業人口（2000年国勢調査）
  - 第1次産業：1,189人(8%)
  - 第2次産業：3,620人(25%)
  - 第3次産業：9,582人(67%)
  - 計：14,391人(100%)

## 姉妹都市・提携都市
- ドイツ連邦共和国 バート・メルゲントハイム

## 地域

### 健康
- 平均年齢（2000年国勢調査）
38.9歳
男 37.5歳
女 40.2歳

## 交通

### 鉄道路線

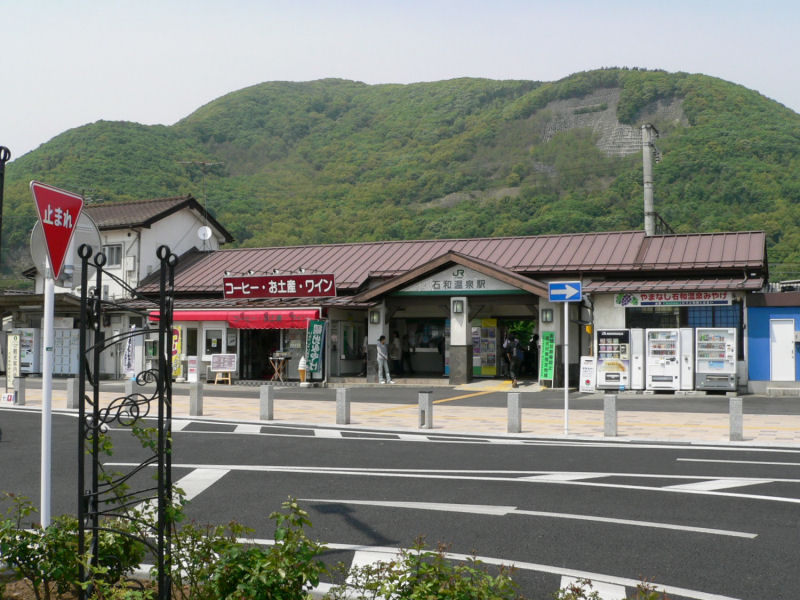
石和温泉駅（背後に大蔵経寺山）

- 中央本線
石和温泉駅

### 道路

#### 高速道路
- 中央自動車道
  - 一宮御坂インターチェンジ

#### 一般国道
- 国道20号
- 国道140号
- 国道411号

#### 都道府県道
- 山梨県道22号甲府笛吹線
- 山梨県道310号小石和市部線

## 名所・旧跡・観光スポット・祭事・催事
- 八田家書院（八田家御朱屋敷）

## 出身有名人
- 甲州屋忠右衛門
- 深沢七郎（小説家）
- 半田強（版画家）